# Phymaturus nevadoi
Phymaturus nevadoi är en ödleart som beskrevs av  José Miguel Cei och ROIG 1975. Phymaturus nevadoi ingår i släktet Phymaturus och familjen Tropiduridae. Inga underarter finns listade i Catalogue of Life.